# Эссенский скоростной трамвай
Эссенский скоростной трамвай (нем. Stadtbahn Essen) — система рельсового транспорта в немецком городе Эссен. Является системой  скоростного трамвая-метротрама (нем. Stadtbahn). Маршруты штадтбана интегрированы с  маршрутами обычного трамвая (нем.Straßenbahn) в единую трамвайную систему Эссена и частично используют общие пути. Штадтбан  также охватывает города Мюльхайм-ан-дер-Рур, Гельзенкирхен. Вместе с другими видами общественного транспорта трамвайная  система является составной частью транспортной системы «Рейн-Рур». Оператором системы до 2017 года являлась компания EVAG. В 2017 компания EVAG была объединена с компанией Mülheim's MVG в компанию Ruhrbahn, которая в настоящее время является оператором систем общественного транспорта в Эссене и Мюльхайме.

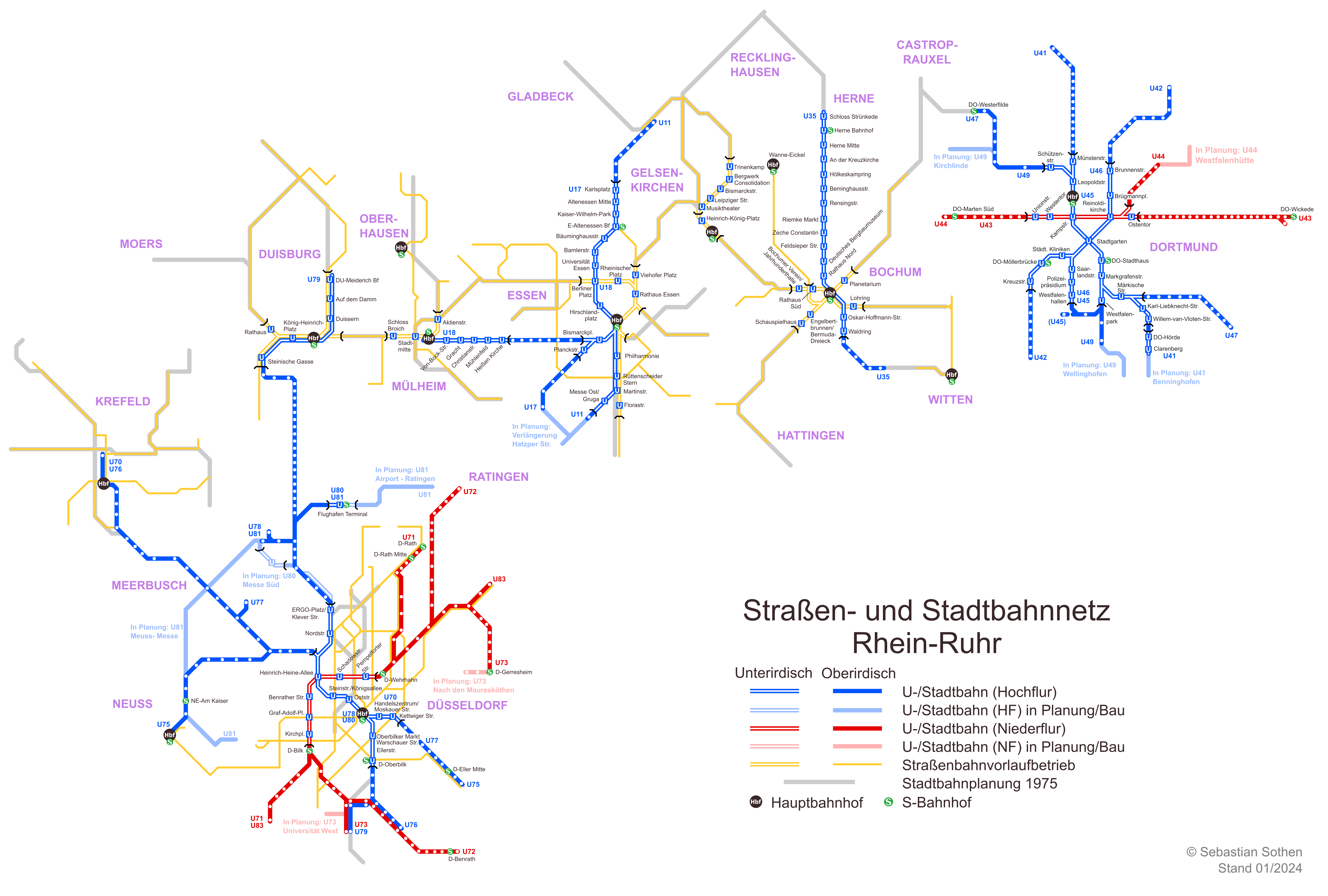
Схема скоростного рельсового транспорта Рейнско-Рурского региона

## История
В 60-х годах XX века начал реализовываться проект связанной сети скоростного рельсового транспорта в городах Рейнско-Рурского региона. Первым в рамках этого проекта 5 октября 1967 года был открыт метротрам города Эссен. Это был короткий подземный участок длиной 552 м, проложенной вдоль улицы Huysenallee в городском районе Зюдфиртель, с единственной станцией Saalbau (сейчас — Philharmonie/Saalbau). Станция Saalbau стала первой подземной станцией в Северном Рейне — Вестфалии.

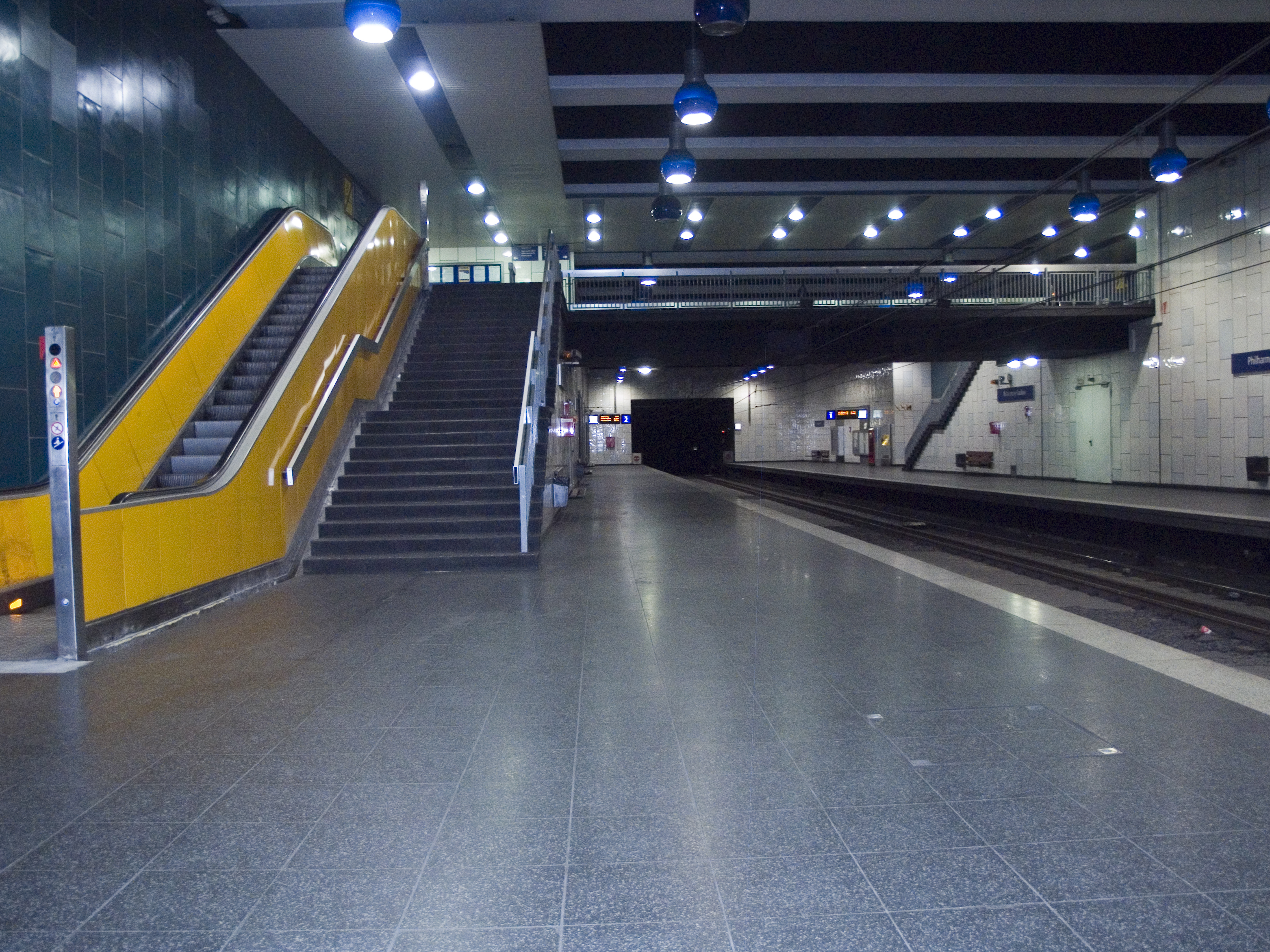
Станция Philharmonie-Saalbau

В дальнейшем приоритетным направлением строительства метротрама стало направление в сторону города Мюльхайм-ан-дер-Рур. 28 мая 1977 года было открыт участок длиной 8,2 км (из них 2 км — под землёй), соединяющий центр города Эссен (остановка Wiener Platz (сейчас Hirschlandplatz)) с районом Мюльхайма Гайссен (остановка Heißen Kirche). В тот же день был открыт участок от станции Saalbau до станции Essen Hauptbahnhof (железнодорожный вокзал), причём станция Essen Hauptbahnhof стала пересадочной.

27 ноября 1981 года в южном направлении была открыта третья линия до станции Margarethenhöhe. Длина пускового участка составила 3,6 км.

На сегодняшний день Эссенский метротрам имеет три маршрута U-11, U-17, U-18, которые охватывают город Эссен, а также соединяет центр Эссена с центром города Мюльхайм-ан-дер-Рур, и районом Бюр города Гельзенкирхен. Общая длина линий составляет 21,5 км. Имеется 42 станции, из которых 21 подземная. Действует маршрутная система движения трамваев.

### История ввода участков в эксплуатацию
| Участок        | Участок                                                        | Открытие              | Маршруты      |
| -------------- | -------------------------------------------------------------- | --------------------- | ------------- |
| В эксплуатации | Saalbau (сейчас Philharmonie/Saalbau) (552 м)                  | 5 октября 1967 года   | 101, 107      |
| В эксплуатации | Wiener Platz (сейчас Hirschlandplatz) — Heißen Kirche (8,2 км) | 28 мая 1977 года      | U18           |
| В эксплуатации | Saalbau — Hauptbahnhof — Porscheplatz (2 км)                   | 28 мая 1977 года      | 101, 107      |
| В эксплуатации | Universität — Planckstraße — Margarethenhöhe (3.6 км)          | 27 ноября 1981 года   | U17           |
| В эксплуатации | Porscheplatz — Viehofer Platz — Schützenbahn                   | 27 сентября 1985 года | 101, 107      |
| В эксплуатации | Saalbau — Gruga и Florastraße                                  | 31 мая 1986 года      | U11, 101, 107 |
| В эксплуатации | Porscheplatz — Berliner Platz                                  | 9 ноября 1991 года    | 103, 109      |
| В эксплуатации | Universität — Altenessen Bf (2.5 км)                           | 24 мая 1998 года      | U17, U18      |
| В эксплуатации | Altenessen — Karlsplatz — GE-Fischerstraße                     | 29 сентября 2001 года | U11, U17, U18 |
| В эксплуатации | GE-Fischerstraße — GE-Buerer Straße                            | 27 июня 2004 года     | U11, U17      |
| Планируется    | на юг от станции Margarethenhöhe                               | пока не известно      | U17           |
| Планируется    | на юг от станции Gruga                                         | пока не известно      | U11           |

## Список всех станций
| Северная ветвь                  | Северная ветвь | Северная ветвь | Северная ветвь | Северная ветвь        |
| Станция                         | Вид            | Маршрут        | Возможности пересадки | Дата открытия         |
| ------------------------------- | -------------- | -------------- | --- | --------------------- |
| Buerer Straße (Гельзенкирхен)   | наземная       | U11            | Трамвай 301, Автобус CE56, 253, 257, 259, 260, 383, 396                                                                                                  | 13 июня 2004 года     |
| Schloss Horst (Гельзенкирхен)   | наземная       | U11            | Трамвай 301, Автобус CE56, 253, 257, 259, 260, 383, 396                                                                                                  | 13 июня 2004 года     |
| Fischerstraße (Гельзенкирхен)   | наземная       | U11            | Автобус 396 | 30 сентября 2001 года |
| Alte Landstraße                 | наземная       | U11            | | 30 сентября 2001 года |
| Boyer Straße                    | наземная       | U11            | Автобус 188, 263 | 30 сентября 2001 года |
| Arenbergstraße                  | наземная       | U11            | Автобус 188, 263 | 30 сентября 2001 года |
| Heßlerstraße                    | наземная       | U11            | | 30 сентября 2001 года |
| II. Schichtstraße               | наземная       | U11            | | 30 сентября 2001 года |
| Karlsplatz                      | подземная      | U11, U18       | Автобус 162, 172, 173, 183 | 30 сентября 2001 года |
| Altenessen Bf Mitte             | подземная      | U11, U18       | Автобус 162, 170, 172 | 30 сентября 2001 года |
| Kaiser-Wilhelm-Park             | подземная      | U11, U18       | Автобус 162, 172 | 30 сентября 2001 года |
| Altenessen Bf                   | подземная      | U11, U18       | S2, RE3, Трамвай 106, Автобус 140, 162, 172, 183 | 24 мая 1998 года      |
| Bäuminghausstraße               | подземная      | U11, U18       | | 24 мая 1998 года      |
| Bamlerstraße                    | подземная      | U11, U18       | Автобус 196 | 24 мая 1998 года      |
| Universität Essen               | подземная      | U11, U18       | Автобус SB16, 166 | 27 ноября 1981 года   |
| Центральный участок             |                |                | |                       |
| Станция                         | Вид            | Маршрут        | Возможности пересадки | Дата открытия         |
| Berliner Platz                  | подземная      | U11, U17, U18  | Трамвай 101, 103, 105, 109, Автобус 145, 147, 166, SB16                                                                                                  | 27 ноября 1981 года   |
| Hirschlandplatz                 | подземная      | U11, U17, U18  | | 28 мая 1977 года      |
| Essen Hauptbahnhof              | подземная      | U11, U17, U18  | S1, S2, S3, S6, S9, RE1, RE2, RE6, RE11, RE14, RE16, RB40, RB42, Трамвай 101, 105, 106, 107; Автобус 145, 146, 154, 155, 166, 193, 196, SB15, SB16, SB19 | 28 мая 1977 года      |
| Южная ветвь (Essen Hbf — Messe) |                |                | |                       |
| Станция                         | Вид            | Маршрут        | Возможности пересадки | Дата открытия         |
| Philharmonie/Saalbau            | подземная      | U11            | Трамвай 101, 107 | 5 октября 1967 года   |
| Rüttenscheider Stern            | подземная      | U11            | Трамвай 101, 106, 107 | 1 июня 1986 года      |
| Martinstraße                    | подземная      | U11            | Трамвай 101, 107, Автобус 142, 160, 161 | 1 июня 1986 года      |
| Messe Ost/Gruga                 | подземная      | U11            | Автобус 142 (Alfredbrücke) | 1 июня 1986 года      |
| Messe West-Süd/Gruga            | наземная       | U11            | Автобус 142 | 1 июня 1986 года      |
| Ветвь Эссен-Мюльхайм            |                |                | |                       |
| Станция                         | Вид            | Маршрут        | Возможности пересадки | Дата открытия         |
| Bismarckplatz                   | подземная      | U17, U18       | Автобус 196 | 28 мая 1977 года      |
| Savignystraße / ETEC            | наземная       | U18            | | 28 мая 1977 года      |
| Hobeisenbrücke                  | наземная       | U18            | Трамвай 106 | 28 мая 1977 года      |
| Breslauer Straße                | наземная       | U18            | Автобус 160, 161 | 28 мая 1977 года      |
| Wickenburgstraße                | наземная       | U18            | Автобус 145, 147 | 28 мая 1977 года      |
| RheinRuhrZentrum                | наземная       | U18            | Автобус 129, 138 | 28 мая 1977 года      |
| Rosendeller Straße              | наземная       | U18            | Автобус 145 | 28 мая 1977 года      |
| Eichbaum                        | наземная       | U18            | Автобус 136 | 28 мая 1977 года      |
| Heißen Kirche                   | подземная      | U18            | Автобус 129, 132, 136, 138, 753 | 28 мая 1977 года      |
| Mühlenfeld                      | подземная      | U18            | | 3 ноября 1979 года    |
| Christianstraße                 | подземная      | U18            | | 3 ноября 1979 года    |
| Gracht                          | подземная      | U18            | | 3 ноября 1979 года    |
| Von-Bock-Straße                 | подземная      | U18            | Автобус 151 | 3 ноября 1979 года    |
| Mülheim (Ruhr) Hauptbahnhof     | подземная      | U18            | S1, S3, RE1, RE2, RE6, RE11 Трамвай 102, 901; Автобус 122, 124, 131, 132, 133, 135, 151, 752                                                             | 3 ноября 1979 года    |
| Ответвление на Margarethenhöhe  |                |                | |                       |
| Станция                         | Вид            | Маршрут        | Возможности пересадки | Дата открытия         |
| Planckstraße                    | подземная      | U17            | | 27 ноября 1981 года   |
| Gemarkenplatz                   | наземная       | U17            | | 27 ноября 1981 года   |
| Holsterhauser Platz             | наземная       | U17            | Трамвай 106 | 27 ноября 1981 года   |
| Halbe Höhe                      | наземная       | U17            | | 27 ноября 1981 года   |
| Laubenweg                       | наземная       | U17            | | 27 ноября 1981 года   |
| Margarethenhöhe                 | наземная       | U17            | Автобус 169 | 27 ноября 1981 года   |

## Интервал движения, время работы и стоимость проезда
На маршрутах U11, U17, U18 интервал движения составляет 10 минут в течение дня и 20-30 минут после 20:00. В субботние и воскресные дни интервал движения составляет 15 минут.

 Метротрам работает с 4:00 до 24:00.
Стоимость проездных билетов:
| Билет                                 | Зона А (в пределах города) | Зона B (за пределы города) |
| ------------------------------------- | -------------------------- | -------------------------- |
| Одиночный взрослый                    | 2,30 €                     | 4,70 €                     |
| Одиночный детский (до 15 лет)         | 1,40 €                     | 1,40 €                     |
| Короткая поездка (1 остановка)        | 1,40 €                     | —                          |
| Дневной проездной на одного пассажира | 5,50 €                     | 10,90 €                    |
| Дневной проездной на 5 человек        | 12,20 €                    | 18,10 €                    |

## Галерея

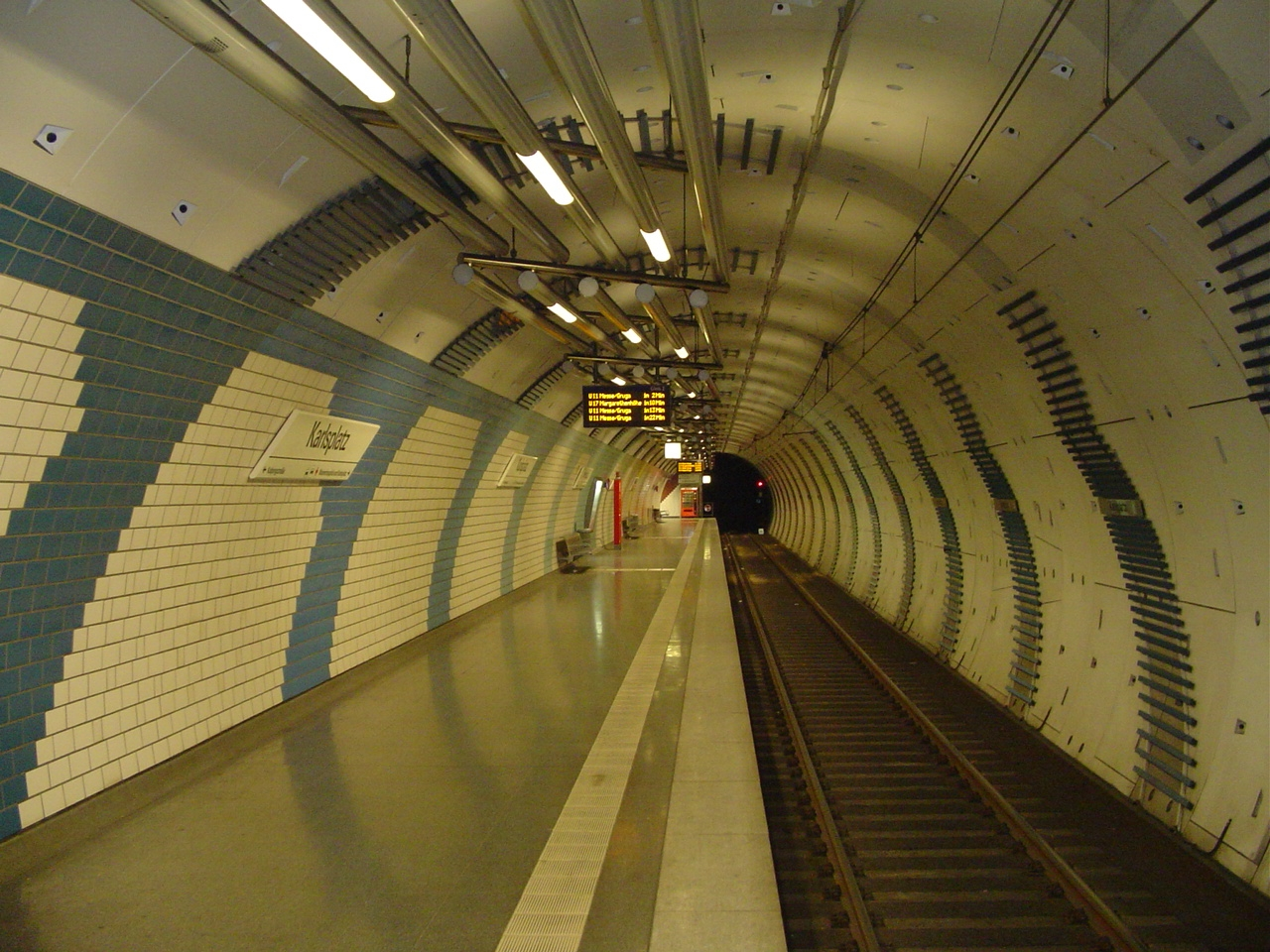
Станция Karlsplatz
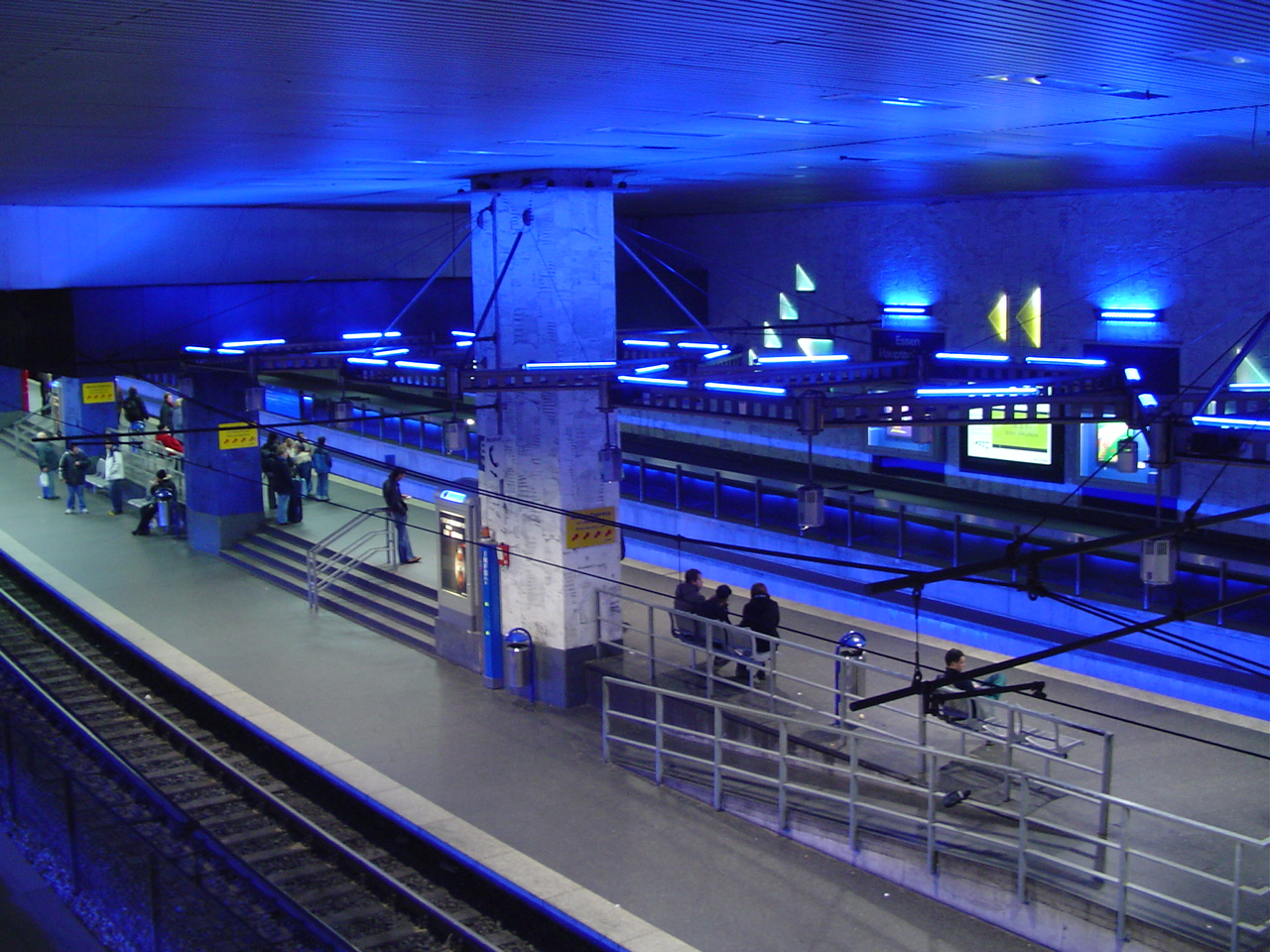
Станция Essen Hauptbahnhof
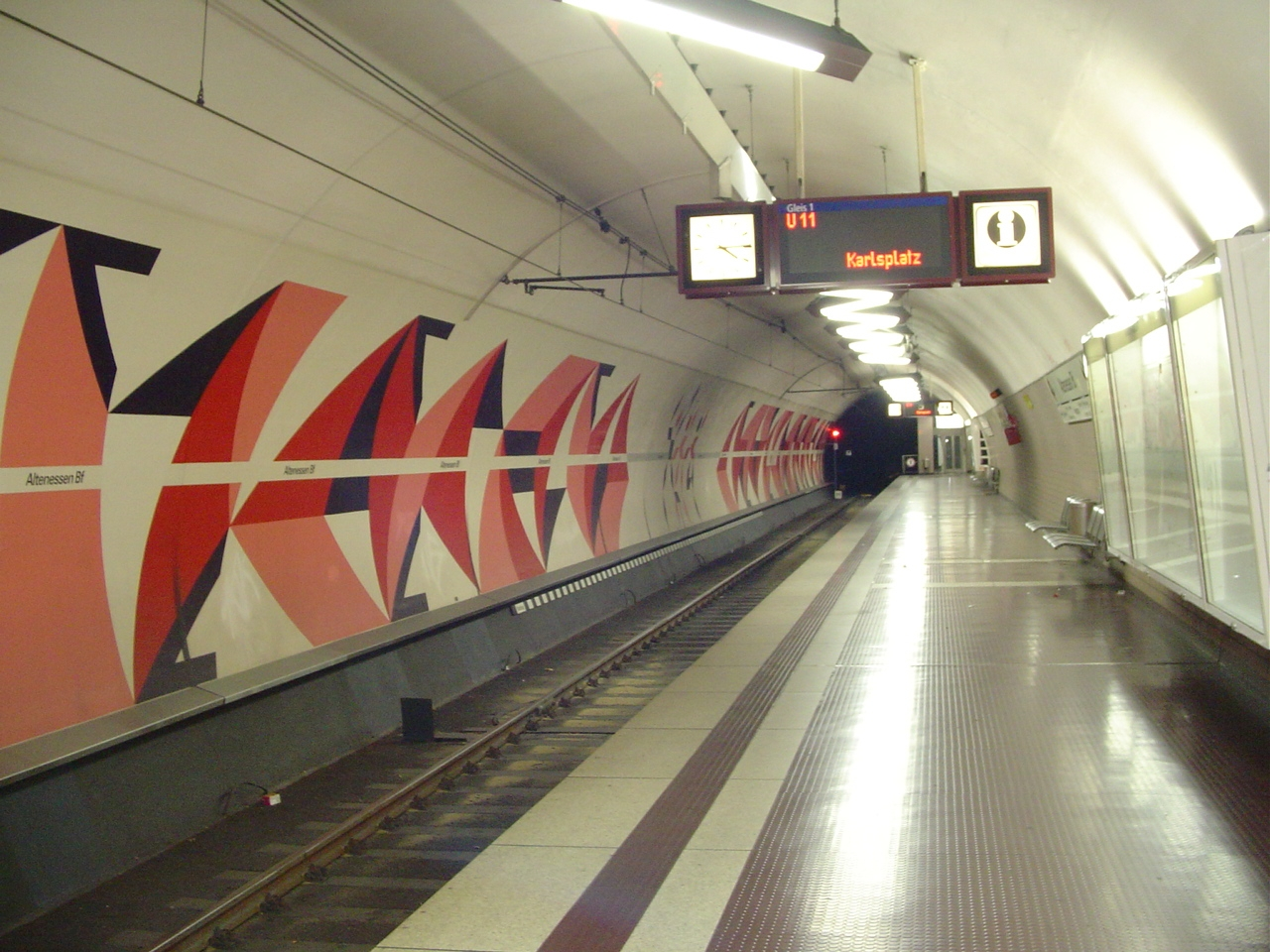
Станция Altenessen Bf
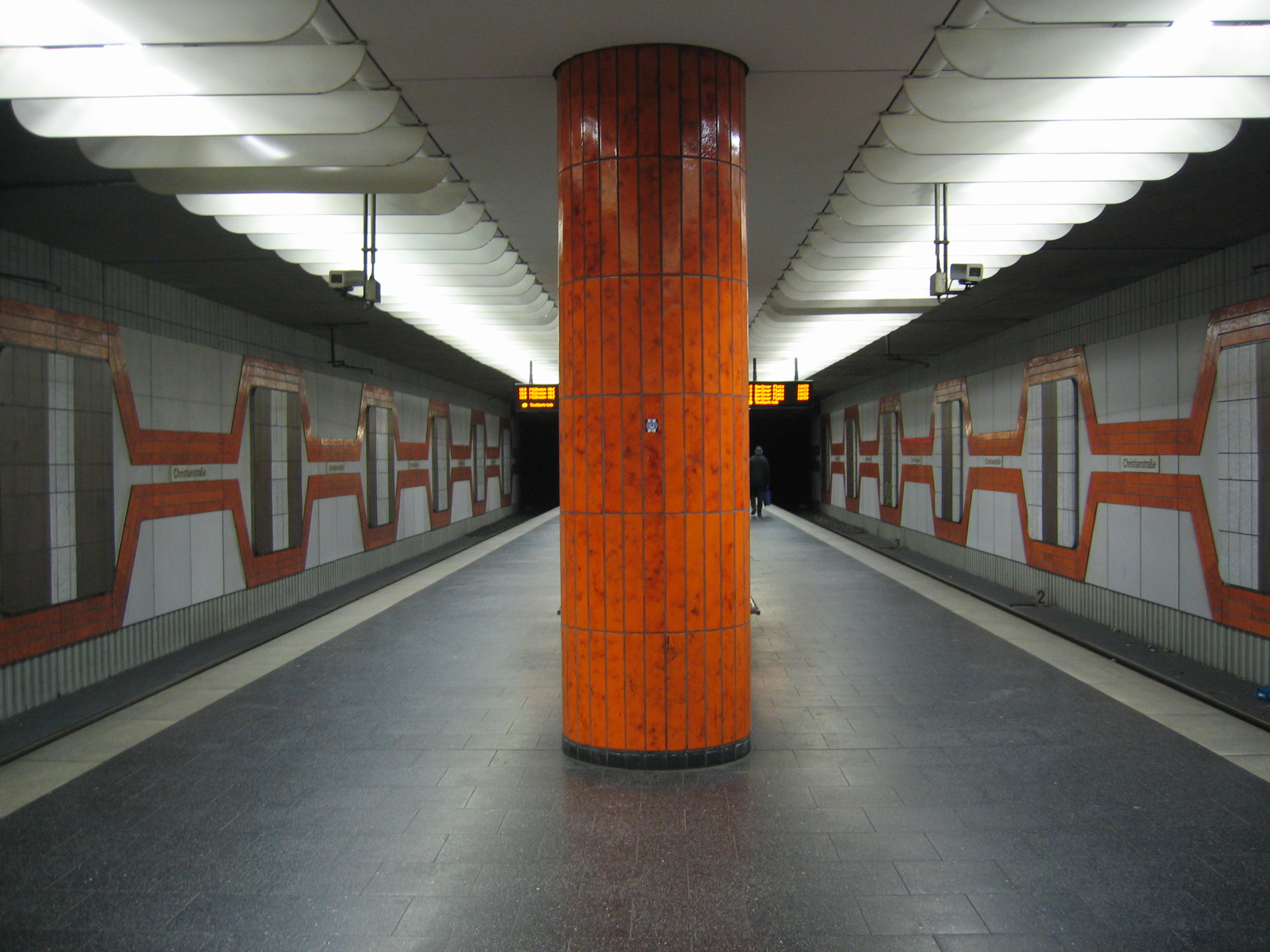
Станция Christianstraße
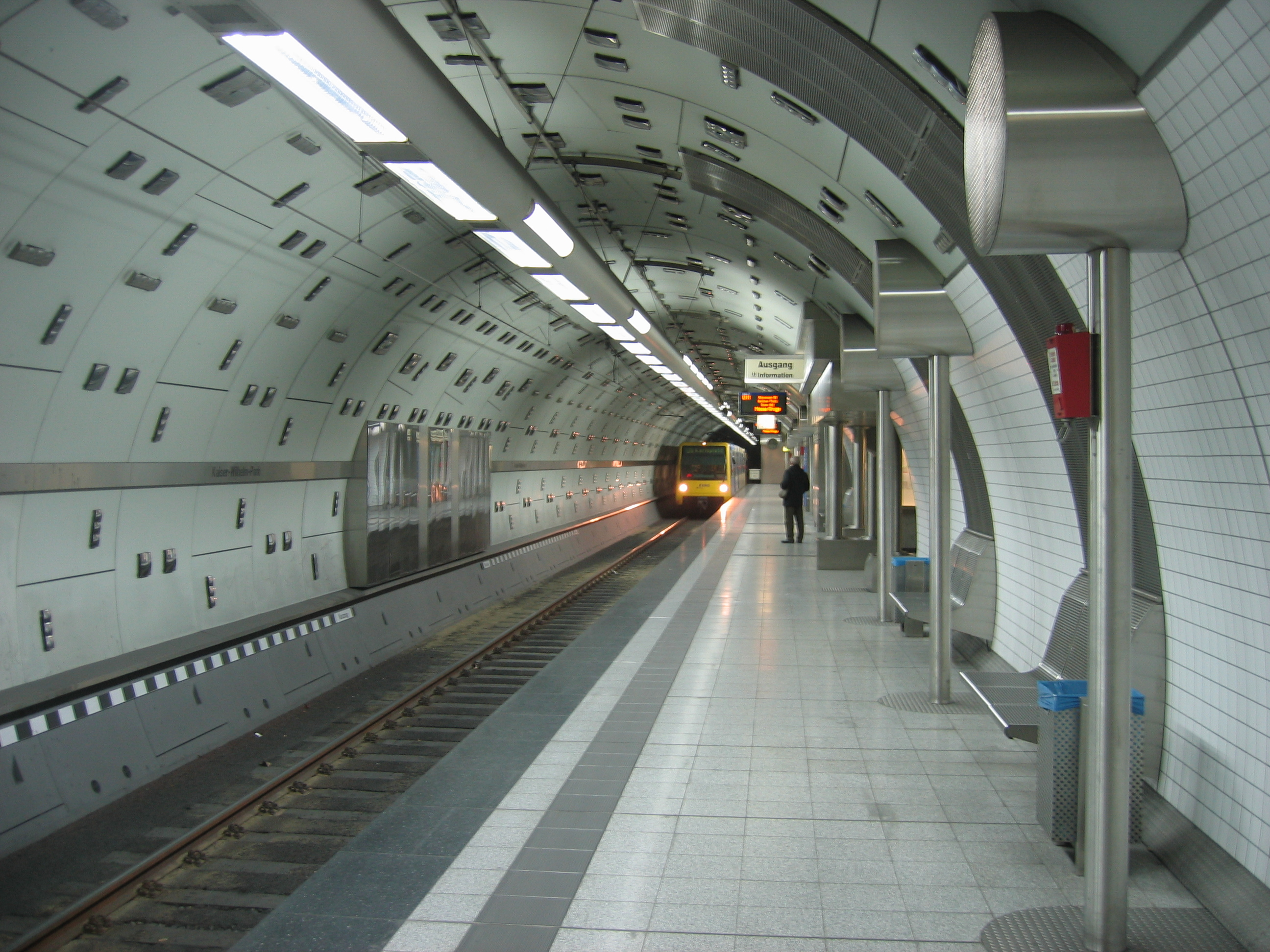
Станция Kaiser-Wilhelm-Park
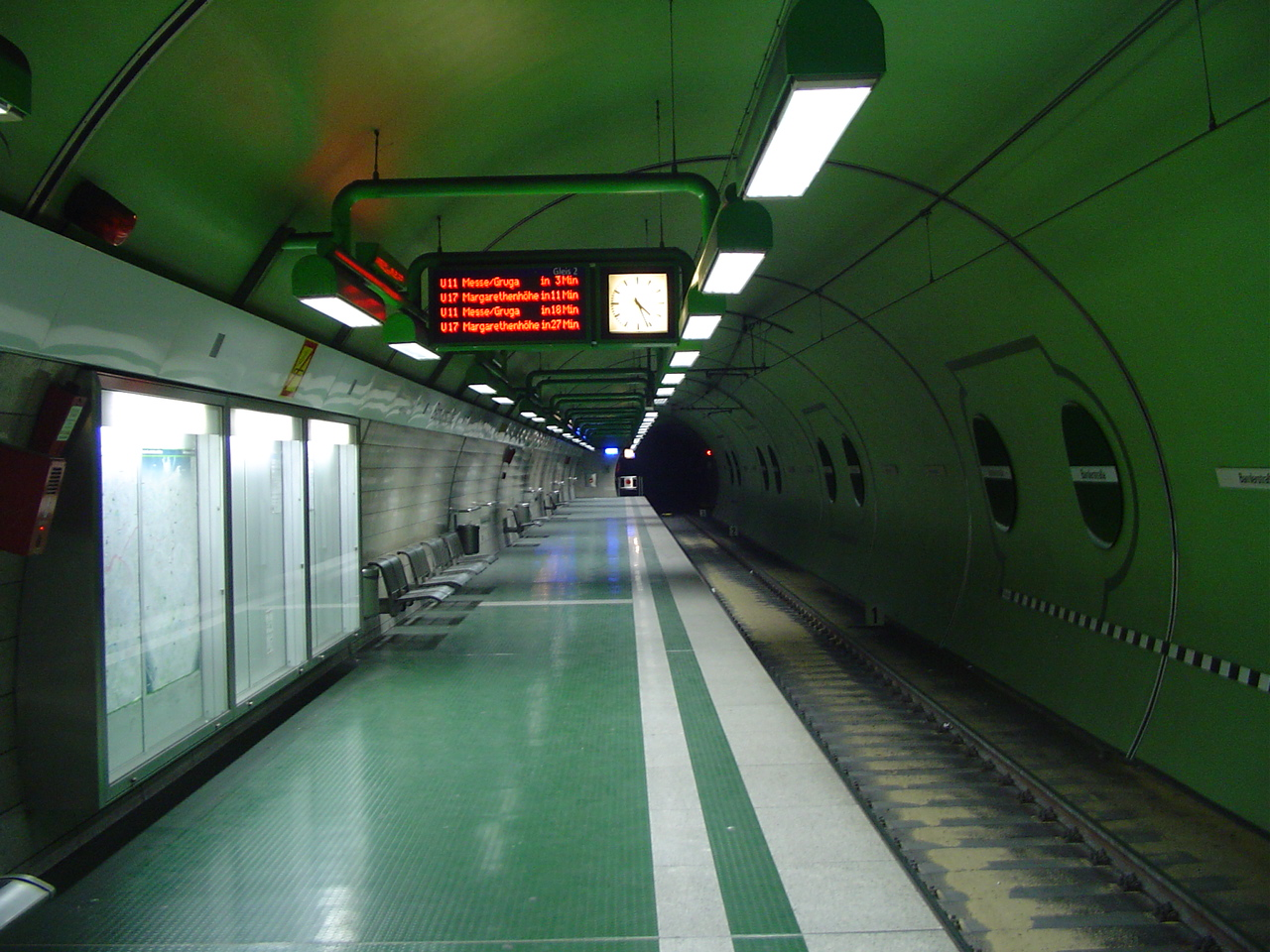
Станция Bamlerstraße
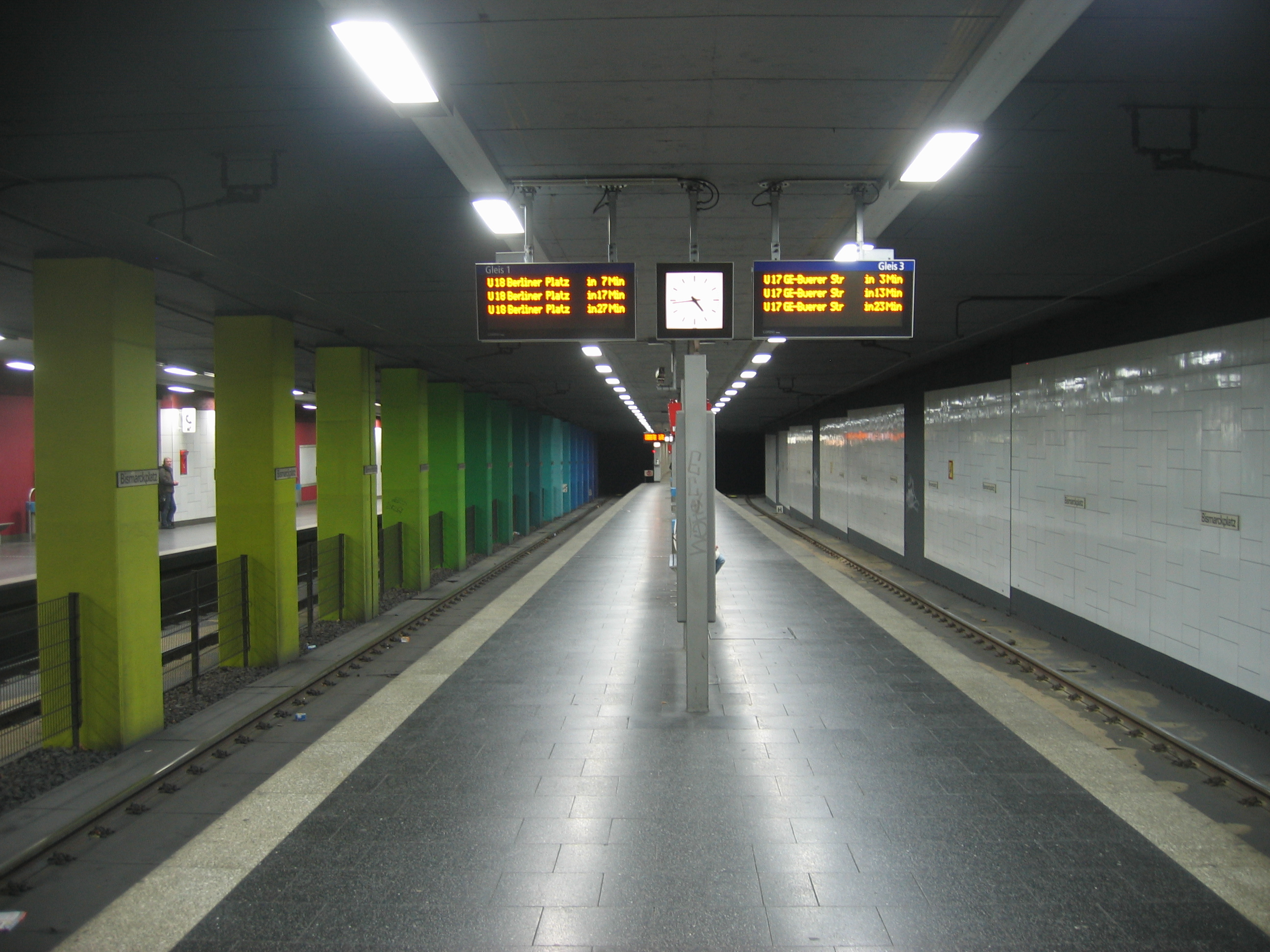
Станция Bismarckplatz